# Терентьев, Алексей Васильевич
Алексей Васильевич Терентьев — советский дипломат и государственный деятель.

## Карьера
С 1931 года — сотрудник Народного комиссариата по иностранным делам СССР. В 1932—1936 годах — генеральный консул СССР в Измире (Турция). В 1937—1938 годах — заведующий 1-м Восточным отделом НКИД СССР. С 3 апреля 1938 года по 17 сентября 1940 года — полномочный представитель СССР в Турции. Справился с задачей сохранения добрососедских отношений с Турцией в первый год Второй мировой войны несмотря на то, что НКИДу в лице В. П. Потёмкина не удалось заключить с этим государством пакт о взаимопомощи.
В 1941 году — начальник Главного управления снабжения Народного комиссариата просвещения РСФСР.

## Семья
Жена — Варвара Гавриловна.